# Juventus FC (vrouwenvoetbal)
Juventus FC is een betaaldvoetbalclub uit Turijn, Italië.
De club werd op 1 juli 2017 officieel opgericht nadat in mei 2017 bekend was gemaakt dat er een vrouwentak zou komen. De club komt uit in de hoogste Italiaanse divisie. De club zal haar thuiswedstrijden afwerken in het Juventus Center.

## Bekende (oud-)speelsters
- Lineth Beerensteyn
- Alisha Lehmann